# St. Gotthard (Jahna)

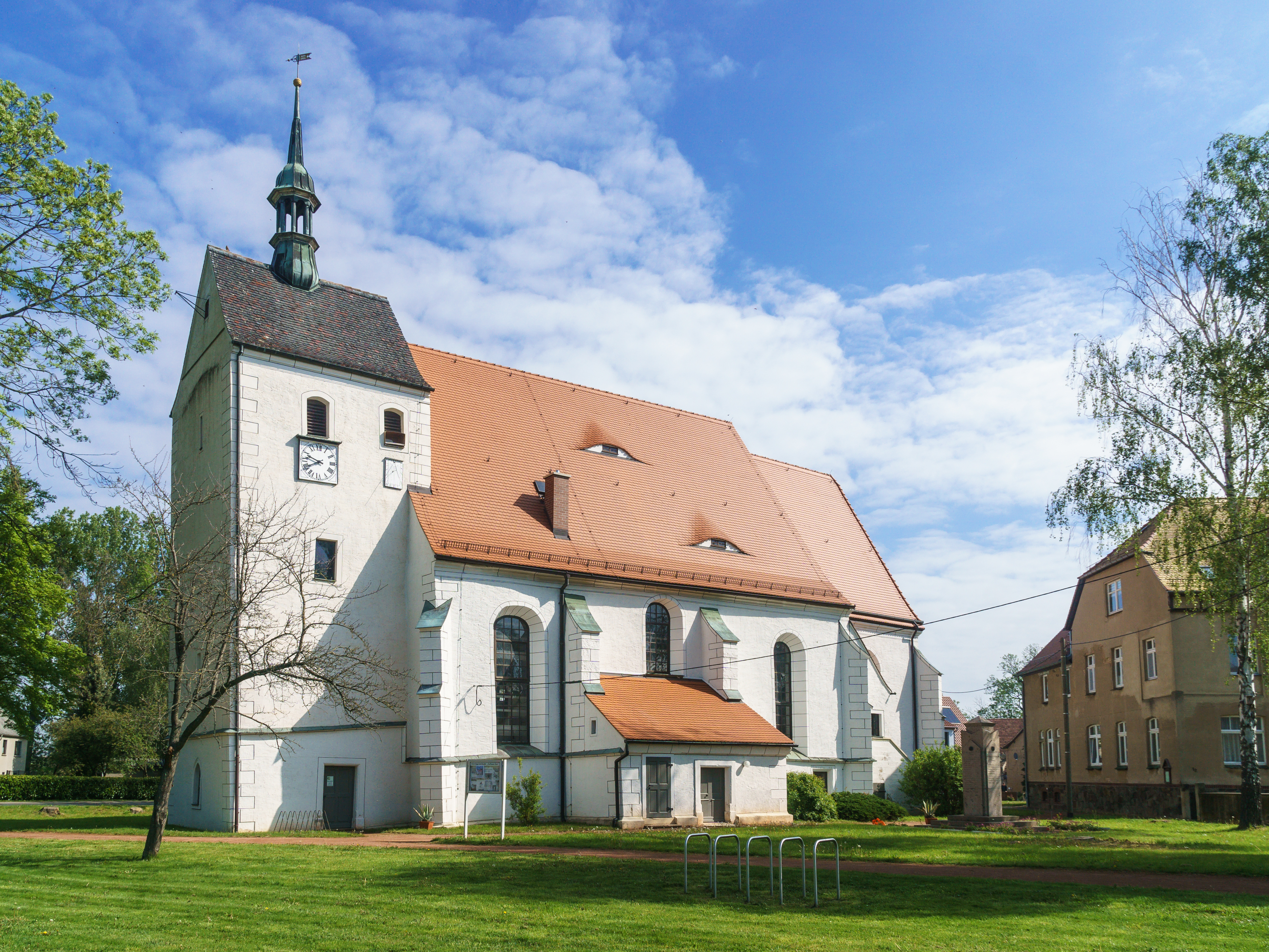
St. Gotthard (Jahna)

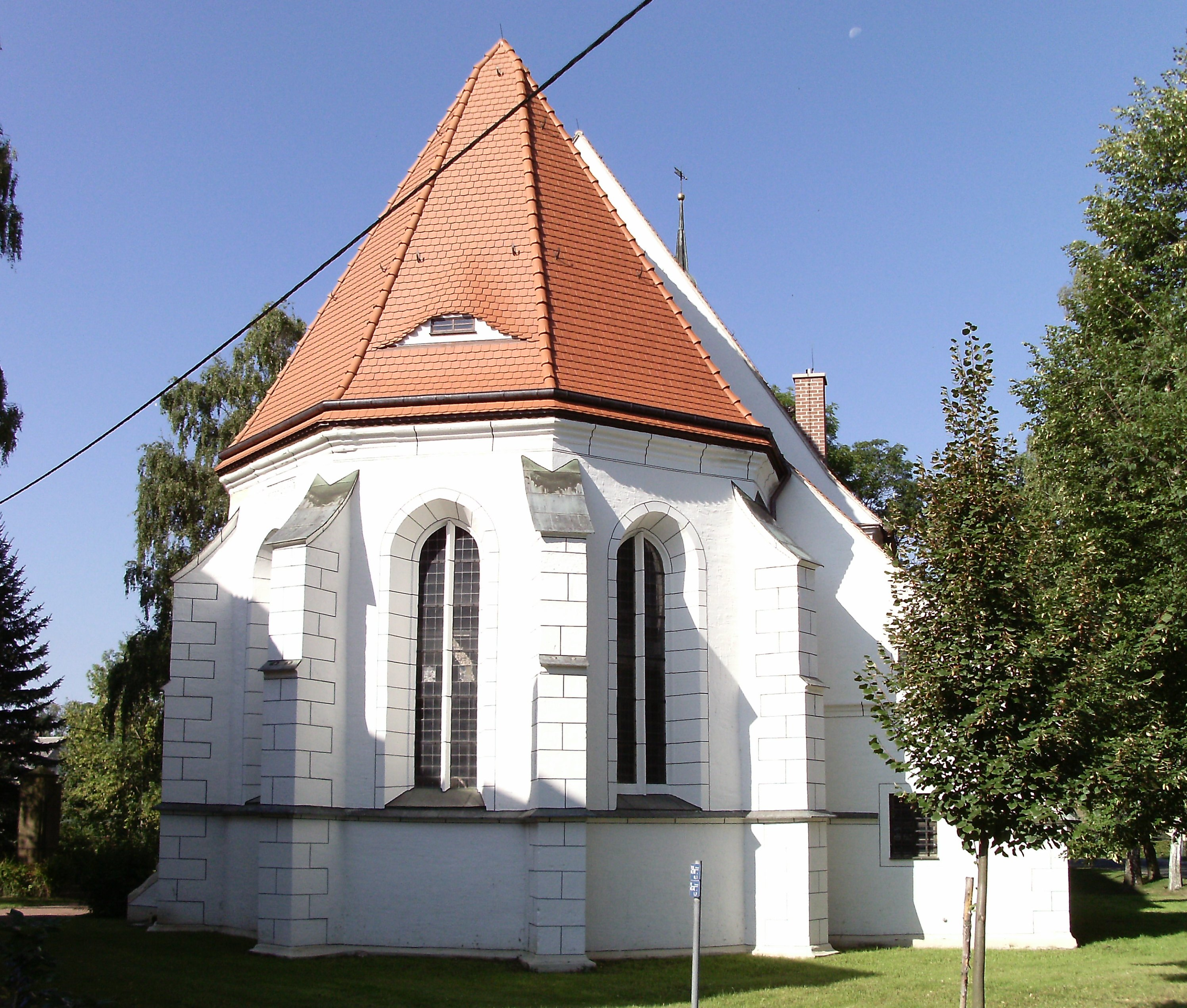
Chor

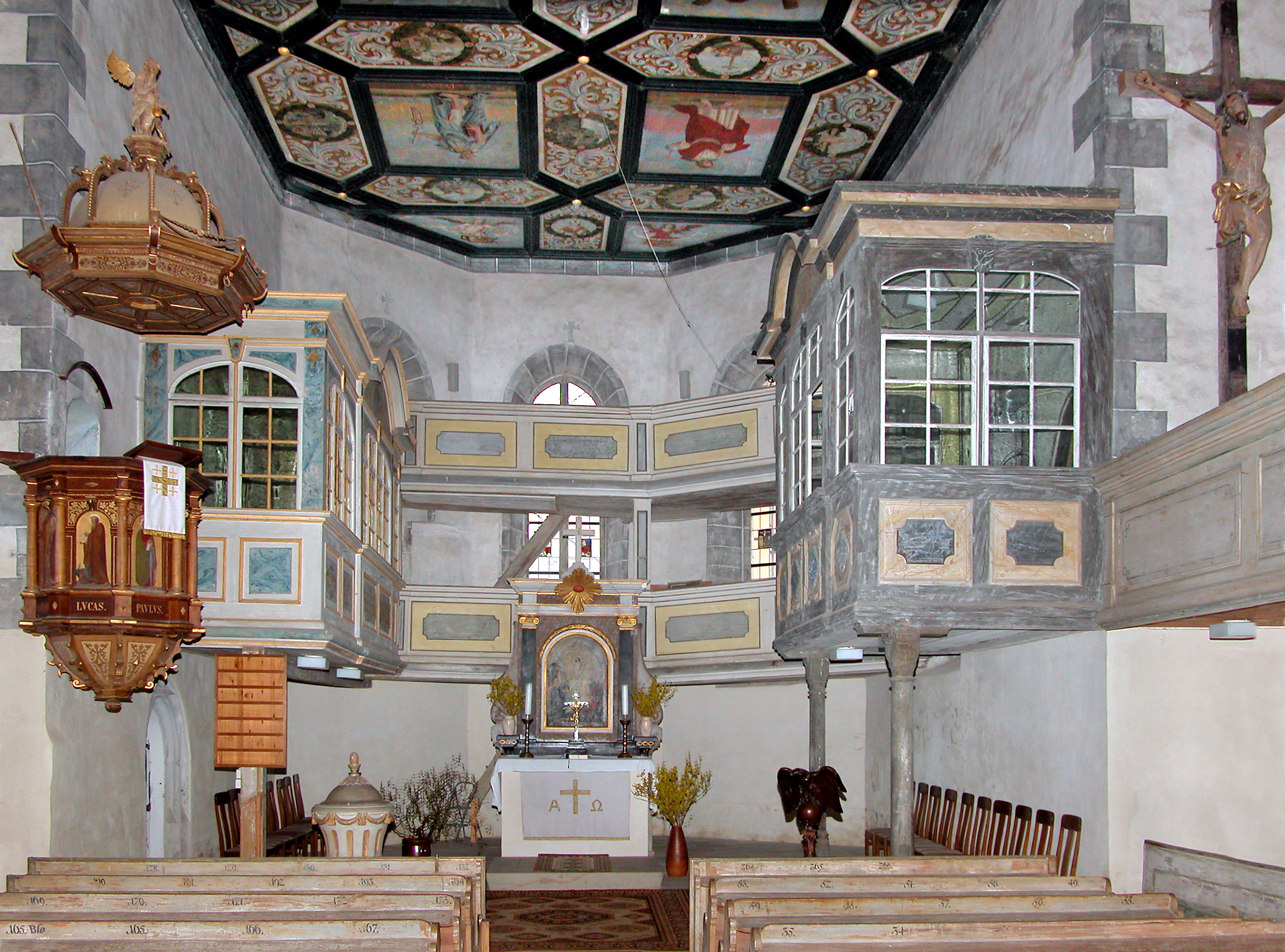
Innenansicht

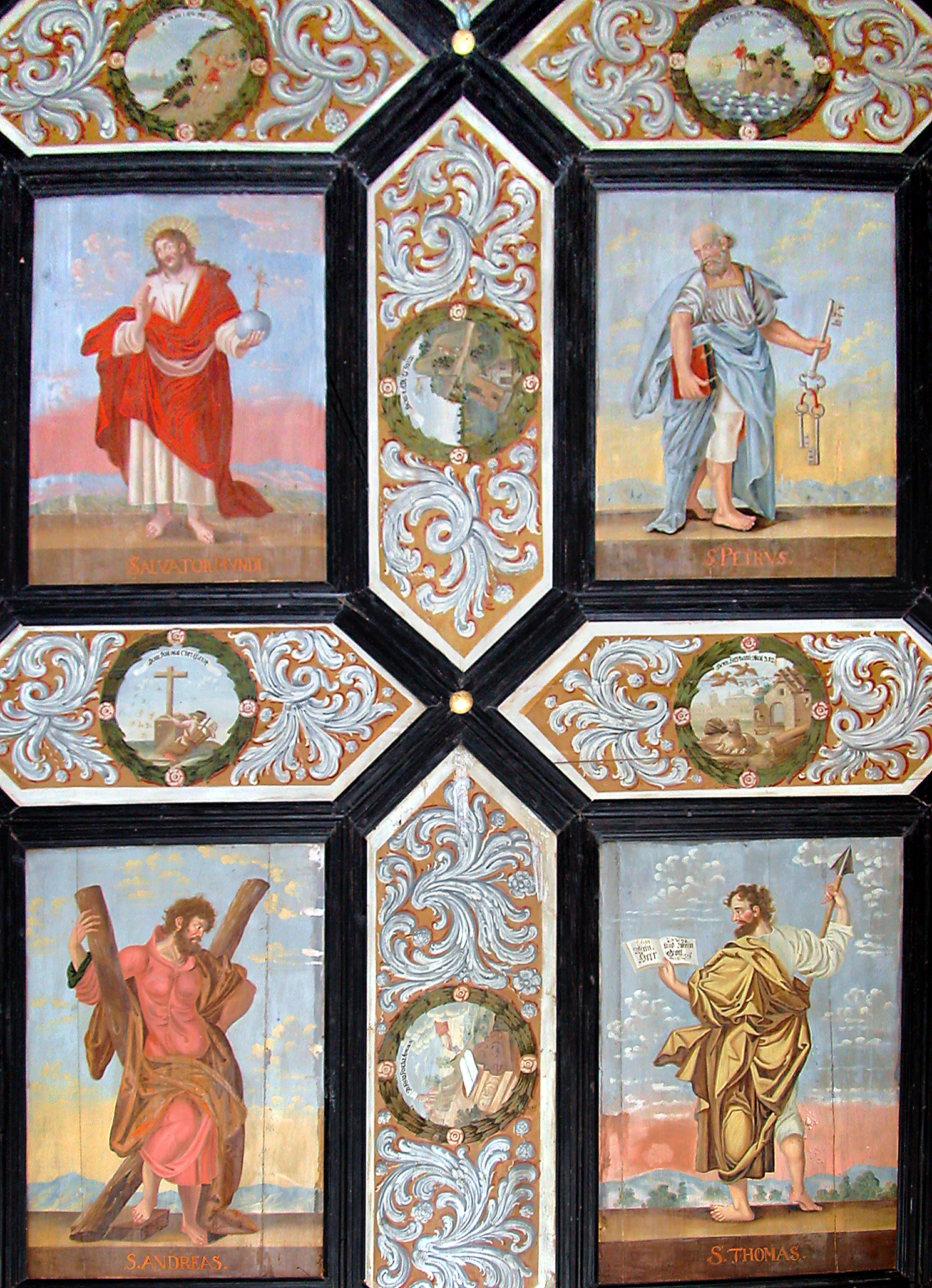
Holzfelderdecke

Die evangelische Kirche St. Gotthard ist eine spätgotische Saalkirche im Ortsteil Jahna von Jahnatal im Landkreis Mittelsachsen in Sachsen. Sie gehört zur Kirchengemeinde Döbelner Region im Kirchenbezirk Leisnig-Oschatz der Evangelisch-Lutherischen Landeskirche Sachsens. Das Gotteshaus wird aufgrund der verschiedenen, von reichen Bauern gestifteten Einbauten auch als Bauerndom bezeichnet.

## Geschichte und Architektur
Die nach einer Bauinschrift auf das Jahr 1534 datierte, reich ausgestattete Saalkirche blieb ohne die geplante Einwölbung und erfuhr im 17. bis 19. Jahrhundert zahlreiche Veränderungen im Innenraum. Restaurierungen erfolgten in den Jahren 1938/39 (innen) und 1986/87 (außen).
Der verputzte Bruchsteinbau ist mit eingezogenem Chor und Dreiachtelschluss sowie Strebepfeilern ausgestattet. Die Spitzbogenfenster mit tiefen Laibungen wurden teils nachträglich verändert. An der Nordseite des Chores ist die Sakristei angebaut. Der stark nach Westen geneigte Turm ist mit Spitzbogenfenstern im Erdgeschoss ausgestattet, der Dachreiter stammt aus dem Jahr 1795. Ein Portal mit geradem Sturz und der Jahreszahl 1610 erschließt das Bauwerk auf der Südseite. Ein Eingangsbauwerk enthält ein Rundbogenportal mit Stabwerküberschneidungen; die Tür mit feingliedriger Biedermeierornamentik stammt vermutlich aus dem Jahr 1833.
Das Innere ist von zahlreichen Veränderungen und Ergänzungen aus Stiftungen des lokalen Adels geprägt. In Saal und Chor ist eine künstlerisch wertvolle Felderdecke aus dem Jahr 1676 eingezogen. Erschaffen von Johann Simon Lucas aus Dresden im Jahr 1679, zeigt sie von Akanthusranken umgebene Darstellungen der Apostel und Propheten des Alten und des Neuen Testaments sowie Embleme. 
Umlaufende Emporen aus unterschiedlichen Zeiten umgeben den Saal; die ältesten sind vermutlich die schlichten unteren Emporen an der Nord- und der Südseite; darüber ist an der Südseite ein zweites Emporengeschoss eingebaut, das von einfachen toskanischen Holzsäulen getragen wird und mit Schiebefenstern sowie bäuerlichen Brüstungsmalereien von 1701 versehen ist. An der Nordseite ist ein zweites Emporengeschoss von 1719 eingefügt, das von ionischen Holzsäulen getragen wird; die qualitätvollen Brüstungsmalereien zeigen ornamentale Verzierungen, dazwischen Darstellungen von Geburt und der Grablegung Christi. 
Die Orgelempore im Westen mit schlichter Brüstung stammt aus dem Jahr 1882, im Chor sind verglaste Logen an der Nord- und Südwand von 1740/50 eingebaut; die Empore an der Ostwand stammt aus dem Jahr 1801. Zur Sakristei führt eine Pforte mit verschränktem Stabwerk und originalen Eisenbeschlägen, vermutlich aus der Zeit vor 1430. Im Inneren finden sich Kreuzgratgewölbe und Reste von Wandmalereien aus der Mitte des 15. Jahrhunderts.

## Ausstattung
Das Hauptstück der Ausstattung ist ein schlichter barocker Altar des 17. Jahrhunderts, der zwischen kannelierten Pilastern ein Altarbild mit einer etwa gleichzeitigen Darstellung des auferstandenen Christus zeigt. 
Die geschnitzte Kanzel aus Eichenholz stammt aus dem Jahr 1611 und wurde 1888 bei der Renovierung im Neurenaissance-Stil überarbeitet. Die sieben Ölbilder schuf ein Professor Schönherr.
In den Brüstungsfeldern sind gemalte Bildnisse der Evangelisten, Paulus, Johannes des Täufers und Moses, auf dem Schalldeckel ein Posaunenengel des 17. Jahrhunderts. Die vasenförmige Taufe aus Sandstein ist ein Werk von 1794, ein lebensgroßer Kruzifixus vom Anfang des 16. Jahrhunderts. In den Chorfenstern sind Reste spätgotischer Glasmalerei mit Darstellungen des Heiligen Sebastian, von Maria mit dem Kind, des Gekreuzigten mit Johannes dem Täufer (Maria fehlt), des Godehard mit dem Kirchenmodell, von Anna selbdritt und des Papstes Leo eingesetzt.
Die Holzdecke wurde 1679 bemalt, die Gemälde schuf der Maler Johann Simon Lucas aus Dresden. Zu sehen sind der Heiland, die großen und einige kleine Propheten, die Apostel sowie David und Elias in Lebensgröße. Zwischen den großen Bildern gibt es kleine runde Gemälde, für jeden Sonntag eines, mit Namen und jeweiliger Bibelstelle versehen.
Die Orgel mit neugotischen Prospekt ist ein Werk von Franz-Emil Keller (Ostrau) aus dem Jahr 1882 mit 18 Registern auf zwei Manualen und Pedal. Ein Grabdenkmal aus Sandstein von 1621 mit Darstellungen eines Geistlichen im Talar ist in der Turmhalle zu finden.
Auf dem Friedhof auf einer Anhöhe am Südrand des Dorfes sind zahlreiche Grabdenkmäler und Gruftbauten des 18. und 19. Jahrhunderts erhalten, darunter die sogenannte Mordsäule, ein Sandstein-Obelisk auf quadratischem Sockel mit Reliefs aus dem 19. Jahrhundert.